# Brynek

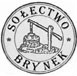
Pieczęć Brynka

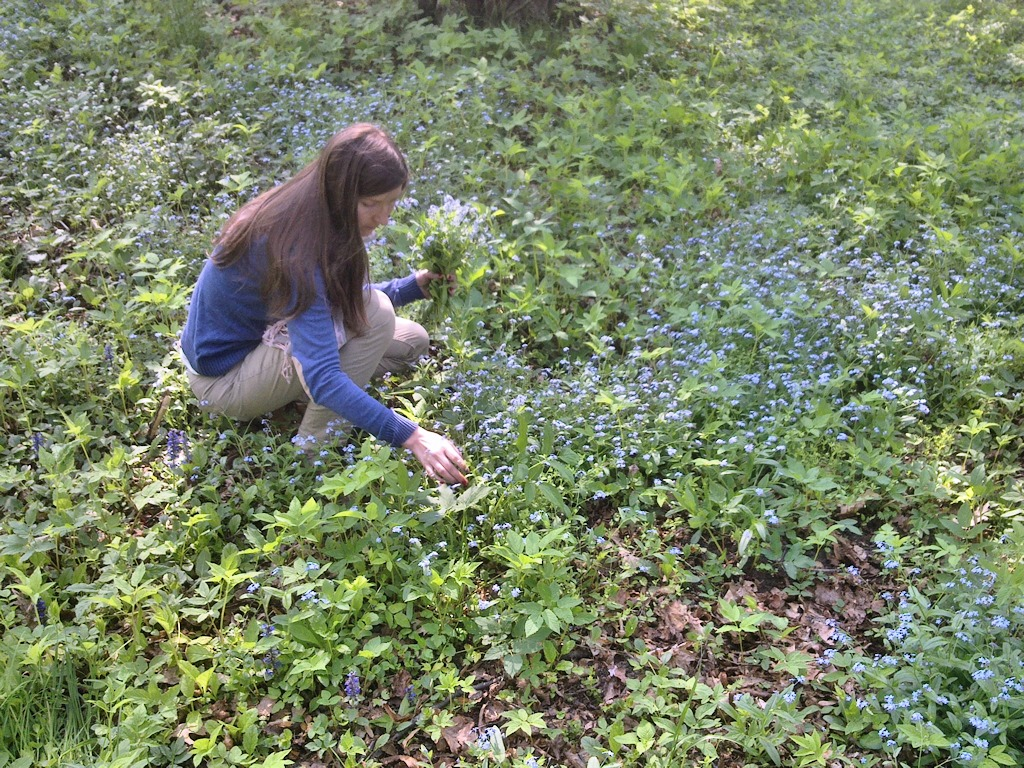
Zbieranie kwiatów niezapominajek w lesie w Brynku

Brynek (niem. Brynnek) – wieś sołecka w Polsce położona w województwie śląskim, w powiecie tarnogórskim, w gminie Tworóg. W dawnych czasach stanowiła posiadłość Donnersmarcków. 
| SIMC    | Nazwa     | Rodzaj    |
| ------- | --------- | --------- |
| 0223272 | Brzeźnica | część wsi |
| 0223289 | Nowa Huta | część wsi |

W miejscowości znajduje się ogród botaniczny oraz Zespół Szkół Leśnych  i Ekologicznych im. Stanisława Morawskiego. W latach 1975–1998 miejscowość należała administracyjnie do województwa katowickiego. W okresie hitlerowskiego reżimu, w latach 1936–1945, miejscowość nosiła nazwę Brunneck. Obecna nazwa została administracyjnie zatwierdzona 12 listopada 1946.
Według prof. Jana Miodka nazwa wsi, podobnie jak nazwa katowickiego Brynowa czy mazowieckiego Brwinowa, pochodzi od słowa bierwiono, bierzwa, oznaczającego tram, kłodę drzewną, drewno, kładkę.
W 2013 na terenie Nadleśnictwa Brynek oddano do użytku śmigłowcowe lądowisko Brynek.

## Historia
Jako miejscowość Brynek powstał na początku XVI wieku (około roku 1530) i do końca XVIII wieku był własnością rodziny Verdugo. Z biegiem lat zmieniali się jego właściciele. W roku 1825 stał się własnością Bernharda Rosenthala. W 1872 tutejszy pałac został rozbudowany o dwa boczne skrzydła. 7 kwietnia 1889 roku zmarł dr Hugo von Rosenthal, dziedzic Brynka, pozostawiając siedmioletnią córkę Barbarę. Do czasu uzyskania przez nią pełnoletniości opiekę nad majątkiem i nią samą sprawował wyznaczony opiekun prawny. Tymczasem od pewnego już czasu dobrami brynkowskimi interesował się graf Hugo II Karol Łazarz Eugeniusz Fryderyk Henckel von Donnersmarck z linii bytomsko-siemianowickiej (katolickiej). Choć Brynek nie był jeszcze jego własnością, hrabia przymierzał się, na razie teoretycznie do przebudowy pałacu. Wynajął nawet znanego architekta Karla Grossera, który ukończył tę samą Akademię Budowlaną w Berlinie, co projektant pracujący dla księcia Hohenlohe. Około 1900 Grosser wykonał makietę przebudowanego pałacu. Cztery lata później Brynek nabyła ostatecznie rodzina Donnersmarcków. Do przebudowy przystąpiono w 1905 roku. Główny budynek starego pałacu został w 90 procentach rozebrany i częściowo na starych fundamentach postawiono nowy gmach. Był on szerszy i wyższy od poprzedniego, rozbudowano również skrzydła boczne i dobudowano neobarokową kaplicę połączoną z zachodnim skrzydłem poprzez oszklony korytarz. Na frontowej ścianie przeczytać można, że budowa głównej części nowego pałacu trwała jeden rok.
Przy jej okazji w okolicach Brynka odkryto złoża gliny nadającej się do produkcji cegły klinkierowej. Całość została zaprojektowana w stylu eklektycznym, z elementami neobaroku. Nowa posiadłość hrabiego stała się okazałą, dwukondygnacyjną budowlą o korpusie flankowym od frontu. Pałac posiadł dwie wieże, zwieńczone cebulastymi hełmami. Graf Hugo II nie nacieszył się przebudowanym pałacem, gdyż jak podają źródła 2 kwietnia 1908 roku o godzinie 12.15 zakończył życie. Po zmarłym, rodzinne włości objął jego syn - graf Edgar H.L.M. Henckel von Donnersmarck. 22 maja zakończono w Brynku ostateczne prace budowlane, o czym informuje inskrypcja umieszczona na tarasie po zachodniej stronie. Całość kosztowała rodzinę Donnersmarcków 3 miliony marek w złocie. Hrabia Edgar sprowadził do Brynka Aleksandra Vlahovitisa von Dragomiresta wraz z jego rodzicami i zatrudnił go w charakterze zarządcy dóbr. Sam zmarł 14 maja 1939 roku. Po Edgarze panem na Brynku został jego syn - Karl Henckel von Donnersmarck, który przeżył ojca tylko o 8 miesięcy. 26 stycznia 1940 roku zginął na wojnie, a dobra przeszły w ręce jego trzech córek. Wszystkie miały, na cześć matki na pierwsze imię Maria, lecz posługiwały się drugimi imionami: Wilhelmina, Zofia i Karolina. Ta ostatnia była najbardziej znana w okolicach Brynka. 17 lipca 1944 roku Maria Karoline Walerie Gabriele Josephine Elizabeth Anna von Donnersmarck wyszła za mąż za majora wojsk pancernych, Clemensa, Heinricha, Karla, Hubertusa, grafa von Kagenecka. Z początkiem wojny siostry wraz z matką zostały zmuszone do opuszczenia pałacu, gdyż rodzina nie kryła niechęci do narodowego socjalizmu.
Hrabianki zamieszkały w „domu ogrodnika” nieopodal kotłowni. W opustoszałym pałacu otwarto szkołę dla członków Hitlerjugend, a później Seminarium Nauczycielskie im. Adolfa Hitlera. Również kaplica pałacowa została zamknięta i przerobiona na nazistowską bibliotekę. Natomiast prochy czterech potomków rodu, spoczywających w krypcie kaplicy, zostały pod koniec lat 30 przeniesione do rodzinnej krypty mieszczącej się w kościele Wniebowzięcia Najświętszej Maryi Panny w Bytomiu, gdzie spoczywają do dziś. 19 stycznia 1945, gdy Armia Czerwona zbliżała się w okolice Brynka, Donnersmarckowie uciekli w stronę Westfalii. Czerwonoarmiści wkroczyli w ten rejon 21 stycznia. Działania wojenne łaskawie obeszły się z pałacem.
Po wojnie utworzono w Brynku Gimnazjum Leśne, które uległo przekształceniu w Liceum, a następnie Technikum Leśne. Jego organizacji podjął się pierwszy dyrektor, mgr inż. Stanisław Morawski, od 1990 roku patron szkoły. Dziś pałac nadal służy młodzieży - mieści się w nim internat Zespołu Szkół Leśnych i Ekologicznych. Pałac po przebudowie w latach 1904-1905 stał się luksusową, eklektyczną rezydencją z wieloma elementami neobarokowymi. Istnieje po dziś dzień zewnętrznie praktycznie niezmieniony, wpisany do rejestru zabytków pod numerem 658/66. Fasadę północną pałacu, oprócz kamiennych kolumn i kartuszu herbowego umieszczonego w portyku, zdobią cztery ponad 2-metrowe rzeźby, które przedstawiają żywicieli narodu: rolnika, leśnika, rybaka i hutnika. Pod front prowadzi podjazd. Pałac posiada również dwie narożne, ośmioboczne, trzykondygnacyjne, wieże, zwieńczone cebulastymi hełmami. Wznoszą się one na styku skrzydeł z korpusem od południowej strony. Jedno z dwóch skrzydeł budowli, to po stronie zachodniej, połączone jest oszklonym pasażem, zdobionym pierwotnie berlińskimi witrażami z kaplicą pw. św. Franciszka z Asyżu i św. Huberta (hrabiowskiego patrona kaplicy) należącą do parafii św. Antoniego w Tworogu. Jej front zdobi owalna płaskorzeźba, medalion przedstawiający Matkę Bożą z Dzieciątkiem. Z przedwojennego wystroju wnętrza zachowało się niewiele. Oryginalny jest jedynie witraż główny z prezbiterium, przedstawiający pokłon Trzech Króli. Reszta witraży została zdewastowana lub zakryta wraz z polichromią. Czas i historia nie oszczędziły również wnętrz samego pałacu. Z chwilą wkroczenia na teren Brynka Armii Czerwonej, został on ogołocony z większości obrazów, dywanów i innych wartościowych sprzętów.
W 1949 przybył do miejscowości Aleksander Zawadzki, który w 1952 został przewodniczącym Rady Państwa.
Dziś istnieją podniszczone nieco przez użytkowanie resztki niegdysiejszej elegancji. Ściany wewnątrz pałacu zdobione są marmurowym stiukiem, posadzki wykładane marmurowymi płytami, a w niektórych pokojach parkietem. Schody, w większości granitowe, w holu głównym posiadają stiukowe balustrady z ozdobnymi tralkami. Sufity sieni pałacowych i niektórych pomieszczeń zdobią plafony. Drzwi głównego wejścia są ciężkie i drewniane, bogato zdobione. Z pierwotnych elementów zachowały się zabytkowe żyrandole i kominki oraz rokokowe wazony na marmurowych postumentach. Pierwotny wystrój częściowo prezentują pomieszczenia takie jak biblioteka, sala balowa z kominkiem (dzisiejsza aula), klatka schodowa i hol. W dwóch dawnych komnatach mieści się założona przez nauczycieli Technikum Leśnego, Izba Pamięci Narodowej. Zgromadzone przez lata, liczne zbiory przyrodnicze (owady, wypchane ptaki i ssaki, zbiory liści, zielniki) stanowią ekspozycję sali myśliwskiej oraz zdobią inne pomieszczenia. Na wielu pałacowych ścianach wiszą tabla upamiętniające nauczycieli i absolwentów najstarszej szkoły leśnej w Polsce. Dwa górne piętra użytkowane są przez mieszkających w internacie uczniów.
Po przebudowie pałacu rodzina Donnersmarcków starała się o zaproszenie do Brynka cesarza Niemiec, Wilhelma II, który parokrotnie gościł w niedalekim Świerklańcu - siedzibie ewangelickiej linii rodu. Cesarz nigdy tam nie przyjechał. Dopiero 31 lipca 1994 roku potomkowie hrabiów von Donnersmarck powrócili do Brynka, gdzie odbywały się uroczystości pięćdziesiątej rocznicy ślubu Marii Karoliny i Clemensa von Kagenecka. Byli zadowoleni, że pałac istnieje i służy młodzieży.
W maju 2003 pałac posłużył jako scenografia do jednego z odcinków „Sensacji XX wieku”. To, z naszego punktu widzenia, jest uniwersalny budynek i sam ma bardzo ciekawą historię - tak wypowiadał się sam Bogusław Wołoszański. W odcinku noszącym tytuł „Zabójcy” zagrali między innymi: Tadeusz Dedek, Dorota Chotecka, Antoni Gryzik, Robert Talarczyk, Rafał Mohr, Piotr Grabowski i Artur Dziurman. 
Pałac otoczony jest parkiem zaprojektowanym zgodnie z zasadami angielskiej sztuki ogrodniczej, której głównym założeniem były rozległe polany widokowe. Park ten został założony w 1829 roku. Jego powierzchnia wynosi 36 hektarów. Wśród licznych gatunków drzew i krzewów rosną tu m.in.: choiny kanadyjskie, daglezje, buki, świerki serbskie i kłujące, różne odmiany cyprysików i żywotników. Godne uwagi są pomnikowe wiązy i lipy oraz trzystuletnie dęby szypułkowe. 
Do parku prowadzą dwie główne bramy wjazdowe z kordegardami. Wśród wielu zabudowań gospodarczych na szczególną uwagę zasługują: okrągła wieża ciśnień z 1905 roku, oranżeria, ujeżdżalnia koni (dzisiejsza sala gimnastyczna) oraz oficyny mieszkalne. W parku mieści się również zupełnie odmienny architektonicznie budynek szkolny, który oddany został do użytku w 1964 roku. W 1946 r. równolegle z utworzeniem szkoły leśnej, z inicjatywy wybitnego dendrologa, inż. Henryka Edera w parku pałacowym powstał ogrodzony, 5 hektarowy ogród przyszkolny. Na jego terenie znajdują się między innymi: alpinarium, torfowisko z florą bagienną, pergola z pnączami, trzy stawy prezentujące ekosystemy wodne. Pozostałą powierzchnię wypełniają drzewa i krzewy, wśród których nie brak gatunków egzotycznych, takich jak: grujecznik japoński, orzesznik gorzki, metasekwoja chińska, choina kanadyjska, kasztan jadalny, surmie, tulipanowce, magnolie, korkowiec amurski, azalie gandawskie, kielichowiec wonny, różanecznik katawbijski w odmianach, klony, oriksa japońska, dereń kwiecisty. 
Dzięki badaniom entomologicznym mgr inż. Henryka Szołtysa na terenie parku stwierdzono bytowanie ponad 400 gatunków chrząszczy. Z ciekawostek ornitologicznych na uwagę zasługuje występowanie kilkudziesięciu gatunków ptaków leśnych, wodnych, błotnych w tym wielu gatunków chronionych.